# Katharina Taverney
Katharina Taverney (heimatberechtigt in Büchslen; † nach 1429 in Freiburg) war eine Freiburger Schwarze Begine.

## Leben
Katharina Taverney war die Tochter des Peter Taverney. Sie wurde am 26. Januar 1421 erstmals als Begine von der Dritten Regel des heiligen Augustin in Freiburg erwähnt. Im Auquartier der Stadt wird sie am 18. Januar 1423 als Meisterin des «Hauses Nüwerwürt» genannt. Es ist ab der Mitte des 14. Jahrhunderts als Beginenhaus belegt. Letztmals wird sie am 1. Dezember 1429 an der Seite ihrer Nachfolgerin Els(in)a Brotmeister erwähnt. Ohne sich als Meisterin zu bezeichnen, stiftete sie Anfang 1427 ihre Jahrzeit bei den freiburgischen Augustinereremiten.

## Belege
1. ↑  Kathrin Utz Tremp: Katharina Taverney. In: Historisches Lexikon der Schweiz.  12. September 2011.

| Personendaten    | Personendaten                                   |
| ---------------- | ----------------------------------------------- |
| NAME             | Taverney, Katharina                             |
| KURZBESCHREIBUNG | Freiburger Begine                               |
| GEBURTSDATUM     | vor 1400                                        |
| STERBEDATUM      | nach 1429                                       |
| STERBEORT        | Freiburg im Üechtland, Heiliges Römisches Reich |